# Міхай-Воде
Міхай-Воде (рум. Mihai Vodă) — село у повіті Джурджу в Румунії. Входить до складу комуни Болінтін-Дял.
Село розташоване на відстані 22 км на захід від Бухареста, 61 км на північ від Джурджу, 135 км на південь від Брашова.

## Населення
За даними перепису населення 2002 року у селі проживали 2078 осіб, з них 2074 особи (99,8%) румунів. Рідною мовою 2074 особи (99,8%) назвали румунську.